# Единство (футбольный клуб, Дзержинск)
«Единство» (бел. «Адзі́нства») — белорусский футбольный клуб из Дзержинска.

## История
Клуб был основан в 1999 году в городе Дзержинск в Минской области. Имел любительский статус, выступая в чемпионате Минской области. В 2003 году клуб заявился во Вторую лигу. В 2008 году клуб завоевал бронзовые медали чемпионата, а нападающий клуба Алексей Ходневич стал лучшим бомбардиром турнира, отличившись 19 забитыми голами. В апреле 2015 года клуб сменил название на «Крутогорье» и стал представлять Дзержинский район. В 2016 году клуб снялся с участия во Второй лиге. Клуб вернулся в чемпионат Минской области, где дважды брал бронзовые медали и в 2017 году стал чемпионом.
В 2021 году клуб заявился во Вторую лигу под названием «Единство».

## Названия
- «Ливадия» Дзержинск (1999—2014)
- «Крутогорье» Дзержинский район (2015)
- «Ливадия-Юни» (2016—2019)
- «Ливадия» Дзержинск (2020—2021)
- «Единство» Дзержинск (2021—н. в.)

## Достижения
Чемпионат Минской области
 Победитель: 2017
 Серебряный призёр: 2002
 Бронзовый призёр: 2016, 2018
Вторая лига
 Бронзовый призёр: 2008

## Главные тренеры
| Главный тренер              | Период работы |
| --------------------------- | ------------- |
| Олег Анатольевич Дулуб      | 2003          |
| Юрий Вениаминович Рассолько | 2004—2006     |
| Виктор Александрович Юрага  | 2007—2020     |
| Константин Сергеевич Ященко | 2021—н. в.    |